# بين الكوال (حبيش)

تعديل مصدري - تعديل

بين الكوال محلة تابعة لقرية النقطة، التابعة لعزلة الناحية بمديرية حبيش إحدى مديريات محافظة إب في الجمهورية اليمنية، بلغ تعداد سكانها 31 حسب تعداد اليمن لعام 2004.